# Вейсе, Кристоф Эрнст Фридрих
Кристоф Эрнст Фридрих Вейсе (нем. Christoph Ernst Friedrich Weyse; 5 марта 1774, Альтона — 8 октября 1842, Копенгаген) — датский композитор и органист.

## Биография
Под руководством своего деда Бернарда Кристофера Хойзера (ум. 1799), гимназического учителя и церковного кантора из Глюкштадта, начал петь в церковном хоре, а с 1782 г. также учился у него игре на скрипке и фортепиано, быстро освоив чтение нот с листа; выступал в своём родном городе с концертами как вундеркинд. В 1789 г. игру Вейсе услышал Карл Фридрих Крамер и уговорил его отчима (мать Вейсе незадолго перед тем умерла) отпустить его из Альтоны (принадлежавшей в этот период Дании) в столицу королевства для профессионального обучения музыке.
В 1789—1793 годах учился у И. А. П. Шульца, значительную часть этого времени он также жил в его доме. Покровителем юного Вейсе выступил также композитор и одновременно государственный чиновник Петер Грёнланд. Уже в 1790 году Вейсе сочинил клавирную сонату, которую его учитель исполнил на придворном концерте, обеспечив своему подопечному первый в его жизни гонорар. Также учился игре на скрипке у Кристиана Тимрота (1766—1840) и игре на органе у Отто Цинка.
В 1793 году состоялась первая публикация композитора — шесть Allegri di bravura для клавира. В 1794 году Вейсе был назначен титулярным органистом копенгагенской Реформистской церкви. В 1796 г. он впервые выступил как концертный пианист, но эта карьера его не привлекла, и впоследствии он буквально несколько раз выступал в публичных концертах, хотя и продолжал играть в частных домах, впечатляя узкий круг слушателей виртуозными импровизациями (некоторые из них, вероятно, легли в основу записанных им произведений — в частности, ещё одно Allegro di bravura ля-минор op. 50, посвящённое И. Мошелесу, 1831). Зато в качестве органиста он продолжал работать многие годы, заняв в 1805 году место органиста в Копенгагенском кафедральном соборе. В 1795—1799 годах композитор создал семь четырёхчастных симфоний, после чего приступил к работе над своим первым зингшпилем «Сонное зелье» (дат. Sovedrikken, по А. Эленшлегеру; в старых русских источниках «Усыпительный напиток»). Эта работа была прервана в 1801 году после неудачного любовного приключения молодого музыканта: его роман с ученицей, дочерью богатого коммерсанта, был решительно пресечён её отцом, после чего композитор впал в депрессию. Только в 1807 году, под сильнейшим впечатлением от копенгагенской премьеры оперы В. А. Моцарта «Дон Жуан», Вейсе вернулся к работе над своим произведением, премьера которого прошла 21 апреля 1809 года с большим успехом. Менее удачной была первая проба Вейсе в жанре серьёзной оперы — «Фарук» (1812), за ней последовали «Пещера Лудлама» (дат. Ludlams Hule; 1816, в старых русских источниках «Лудламская пещера») и «Флорибелла» (1825), — все три также на либретто Эленшлегера. В 1816 году состоялось также представление трагедии Шекспира «Макбет» с музыкой Вейсе. В 1827 году Вейсе вернулся к комической опере, написав «Приключение в Розенборгском саду» (дат. Et eventyr i Rosenborg Have, по водевилю И. Л. Хейберга). Последней работой Вейсе в оперном жанре стал «Праздник в Кенилуорте» (дат. Festen på Kenilworth; 1836, либретто Х. К. Андерсена).
В 1816 году Вейсе получил звание профессора, в 1819 г. — придворного композитора. Эти почести в большей степени были связаны с его работой как автора церковной, хоровой и вокальной музыки. Среди немногочисленных учеников Вейсе был Корнелиус Гурлитт. В 1830 г. Вейсе был избран членом Шведской королевской музыкальной академии, а в 1842 г., незадолго до смерти, ему было присвоено звание почётного доктора Копенгагенского университета.